# FOXP3

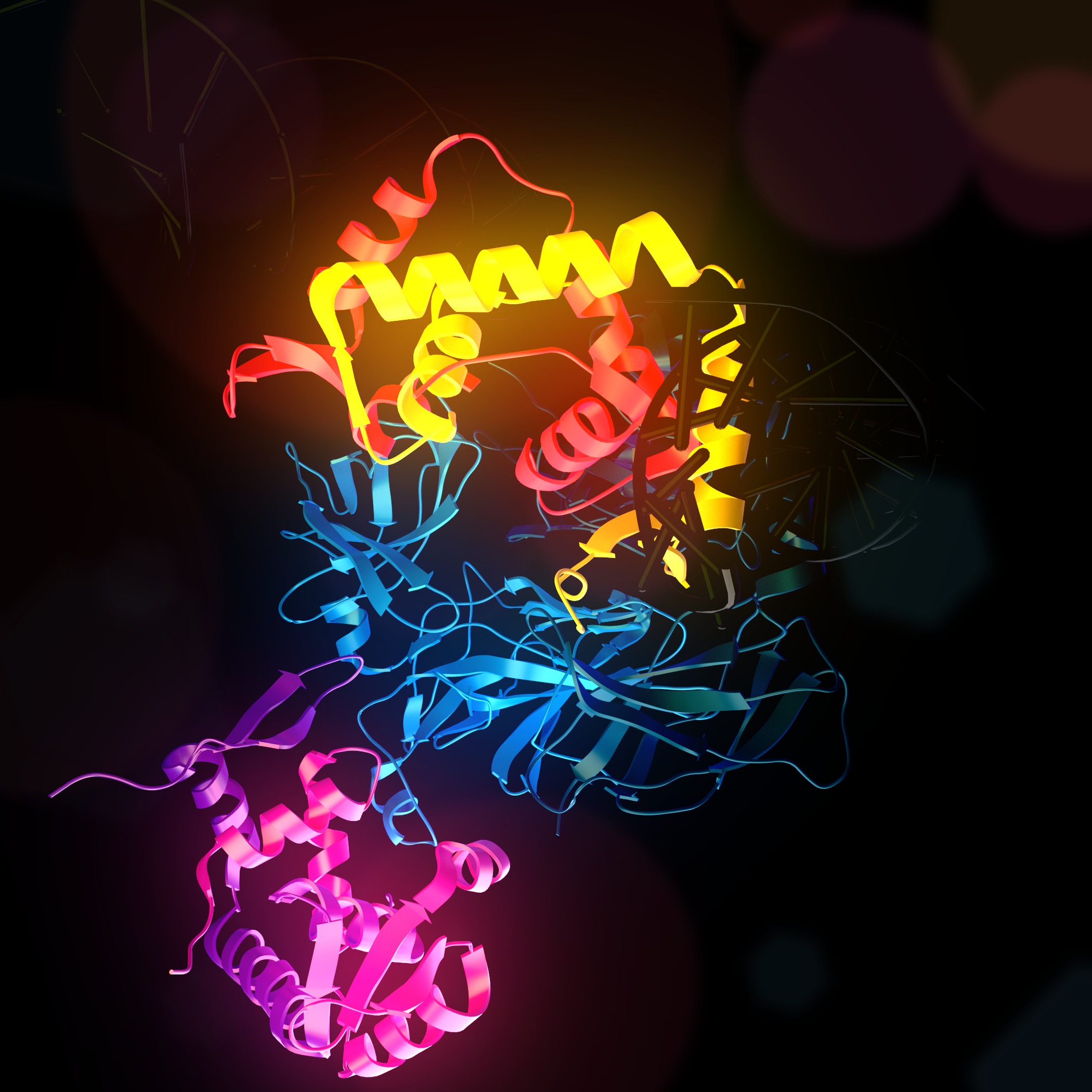
Struktura FOXP3 proteinu.

FOXP3 (forkhead box P3) je transkripční faktor z rodiny FOX transkripčních faktorů, které hrají klíčovou roli v metabolismu a v embryonálním vývoji. FOXP3 zprostředkovává svůj efekt skrz transkripční regulaci specifických cílových genů, mezi které patří především geny související s regulací imunitní odpovědi.
Gen pro FOXP3 se nachází na X chromozomu a obsahuje 11 exonů. Jeho exprese je spouštěna v rámci odpovědi na signalizaci aktivovaných T lymfocytů, která indukuje vazbu transkripčních faktorů NFAT a AP-1 na FOXP3 promotor.
Exprese FOXP3 je typická zejména pro T regulační lymfocyty, u kterých zajišťuje jejich supresivní fenotyp a podílí se tak na udržení tolerance vůči vlastním tkáním (tj. zabraňuje rozvoji autoimunitních chorob). Produkují jej však i jiné typy buněk, mezi které patří NKT lymfocyty, makrofágy, B lymfocyty, T lymfocyty nebo rakovinné buňky.

## Struktura
Protein FOXP3 se skládá ze tří funkčně důležitých domén: N-koncové domény, domény s obsahem zinkového prstu a leucinového zipu a C-koncové FKH (forkhead) domény.
Doména s leucinovým zipem a zinkovým prstem je důležitá pro homodimerizaci FOXP3 molekul, která je nezbytným předpokladem jejich funkce. FKH doména je klíčová pro vazbu DNA, interakci FOXP3 a NFAT, homodimerizaci FOXP3 molekul a dále zprostředkovává transkripční represi mnoha cílových genů. N-koncová doména také funguje jako represor transkripce - nemá schopnost vazby DNA, ale vykazuje hojné protein-proteinové interakce.

## Funkce
Hlavní funkcí transkripčního faktoru FOXP3 je regulace genové exprese u populace imunoregulačních T lymfocytů. Tyto buňky tlumením imunitní odpovědi a udržováním tolerance vůči vlastním tkáním zabraňují vzniku patologií a autoimunitních chorob.

### Role v imunitní homeostázi
Regulační T lymfocyty (Treg) zajišťují imunitní homeostázi skrz supresi aktivace a funkce ostatních leukocytů. Mezi mechanismy tohoto supresivního působení patří například sekrece protizánětlivých cytokinů, exprese koinhibičních molekul (např. CTLA-4) nebo modulace aktivity antigen prezentujících buněk. Pro vykazování těchto supresivních účinků je klíčová správná regulace genů, kterou zajišťuje právě transkripční faktor FOXP3. Jeho exprese je charakteristickým znakem Treg buněk a FOXP3 se tak řadí mezi klíčové faktory pro vývoj a uchování Treg populací.

### Genová regulace zprostředkovaná FOXP3
FOXP3 je schopen vázat velké množství genomových oblastí, přičemž přibližně 700 genů souvisí se vznikem a uchováním fenotypu Treg buněk. V rámci svého regulačního působení interaguje s dalšími transkripčními či chromatin-remodelujícími faktory a tvoří tak velké proteinové komplexy, které pozitivně či negativně ovlivňují transkripční aktivitu cílových genů. Mezi cílové geny FOXP3 patří například gen pro IL-2 nebo CD-25.
Jeden z možných mechanismů selektivní aktivace či represe genů se zakládá na remodelaci epigenetických značek cílových sekvencí. Příkladem může být deacetylace histonu H3 v rámci genu pro IL-2, která vede k utlumení genové exprese, nebo histonová acetylace v blízkosti promotoru genu pro CD25, která naopak míru exprese zvyšuje. Tuto remodelaci zprostředkovává vazba FOXP3 s enzymy schopnými provádět epigenetické modifikace, mezi které řadíme acetylázy, deacetylázy, methyltransferázy a další.

## Souvislost FOXP3 s patologickými stavy
Diferenciace a funkce Treg lymfocytů je závislá na expresi transkripčního faktoru FOXP3. Mutace v genu pro FOXP3 může vést k rakovinnému bujení a autoimunitním chorobám. Jako konkrétní příklad lze uvést IPEX syndrom, u kterého v důsledku narušené imunitní regulace dochází rozvoji vážných autoimunitních poruch.

### Regulační T lymfocyty a rakovina

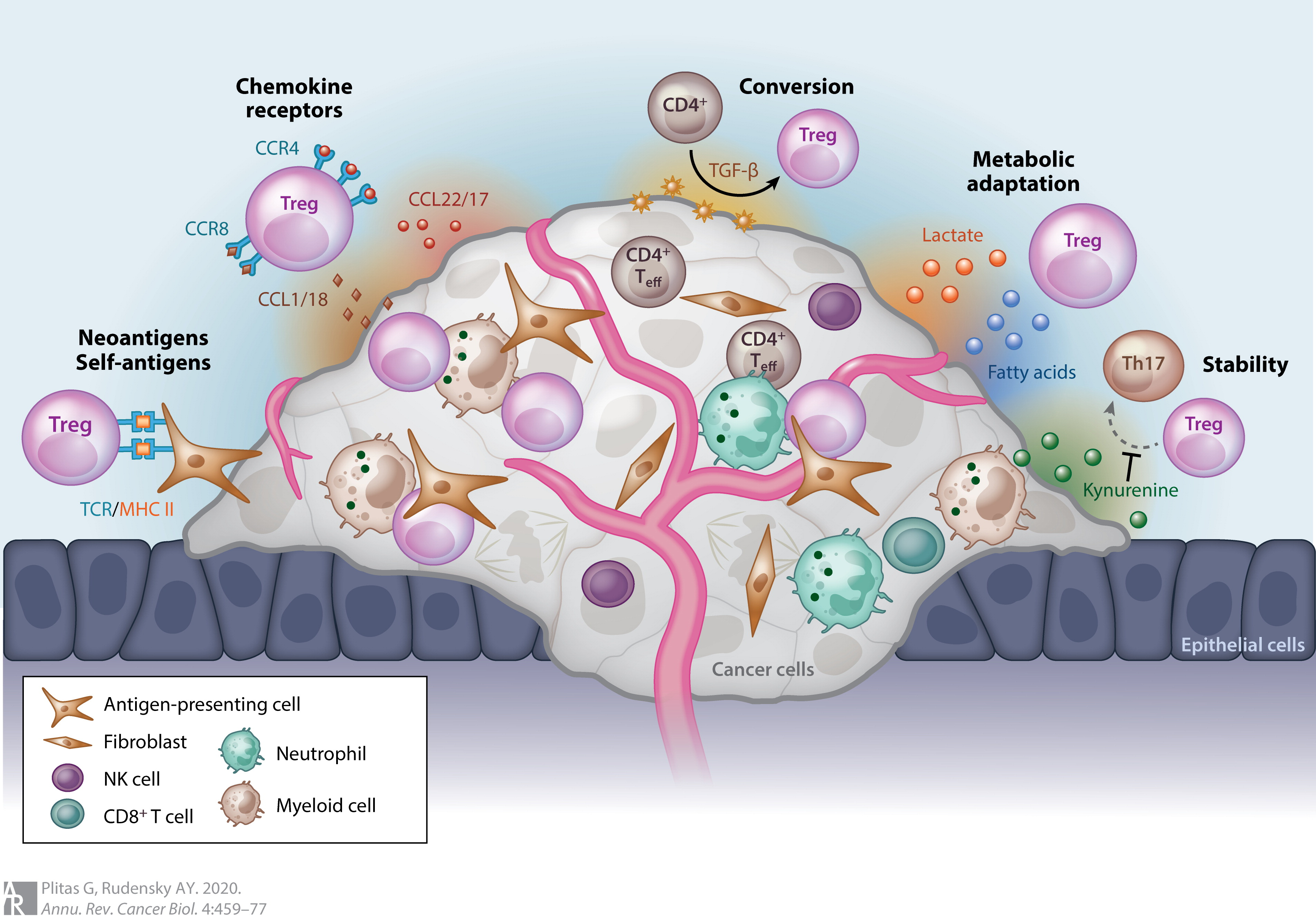
Indukce regulačních T lymfocytů (Treg) v nádorovém prostředí.

Treg lymfocyty mohou svými imunosupresivními účinky přispívat k potlačení protinádorové imunity, což vede ke vzniku a rozvoji mnoha typů rakovinného bujení. Zvýšený výskyt Treg v nádorovém mikroprostředí bývá spojován s nepříznivou prognózou u mnoha nádorových typů. Výjimku tvoří kolorektální karcinom, v rámci kterého Treg lymfocyty potlačují mikroflórou vyvolané zánětlivé reakce podporující progresi nádoru.
Mezi faktory, které přispívají ke zvýšenému výskytu Treg lymfocytů v nádovém mikroprostředí, patří nádorová produkce ligandů pro specifické chemokinové receptory exprimované Treg buňkami. Pro zachování, stabilitu a proliferaci Treg buněčných populací nádor využívá mnoha různých mechanismů včetně konverze Treg z CD4+ T lymfocytů, metabolické adaptace a stabilizace FOXP3 exprese.

### Regulační T lymfocyty a autoimunitní onemocnění
Deficience nebo dysfunkce regulačních T lymfocytů vedou k patogenezím v podobě různých autoimunitních chorob. Autoimunity vznikají jako následek narušení regulace autoreaktivních T lymfocytů, které následně napadají vlastní tkáně. Porucha regulace může být způsobena:
- nedostatečným množstvím Treg v důsledku neadekvátního vývoje, proliferace nebo přežívání;
- defekty ve funkci Treg;
- rezistencí efektorových T lymfocytů vůči supresi Treg lymfocyty.[18]

Mezi autoimunitní choroby, u kterých je narušené fungování regulačních T lymfocytů, patří například diabetes, roztroušená skleróza, systémový lupus erythematodes, revmatoidní artritida nebo psoriáza.

### IPEX syndrom
IPEX syndrom (immunodysregulation polyendocrinopathy enteropathy X-linked syndrome) je fatální onemocnění způsobené mutací v genu FOXP3.
Pacienti s touto genetickou chorobou trpí již od prvních měsíců života kombinací různých imunopatologií včetně dermatitidy, enteropatie, diabetu, anémie a thyroidních poruch. Bez včasné léčby pomocí transplantace kostní dřeně pacienti s IPEX syndromem umírají ve velmi mladém věku.